# Frizzle Fry
Frizzle Fry (рус. Жареный фриз) — дебютный студийный альбом американской альтернативной метал-группы Primus, записанный на Caroline Records. Был выпущен в феврале 1990 года.

## Об альбоме
В 2002 году на студии Prawn Song Records альбом ремастировали, был добавлен дополнительный трек — «Hello Skinny/Constantinople», кавер на песни «Hello Skinny» и «Constantinople» группы The Residents.
Песня «John the Fisherman» была использована в видеоигре Guitar Hero II.
Трек Sathington Willoughby своей мелодией и вокальным исполнением является своеобразной отсылкой к известному хиту Napoleon XIV, They’re Coming To Take Me Away, Ha-Haaa!, написанному в 1966 году.
В альбоме содержится отрывок из композиции You Can’t Kill Michael Malloy группы The Spent Poets. Саму мелодию написал Адам Гейтс, близкий друг и сессионный музыкант Primus.

## Список композиций
| №   | Название                                                | Длительность |
| --- | ------------------------------------------------------- | ------------ |
| 1.  | «To Defy the Laws of Tradition»                         | 6:41         |
| 2.  | «Groundhog's Day»                                       | 4:58         |
| 3.  | «Too Many Puppies»                                      | 3:57         |
| 4.  | «Mr. Knowitall»                                         | 3:51         |
| 5.  | «Frizzle Fry»                                           | 6:05         |
| 6.  | «John the Fisherman»                                    | 3:37         |
| 7.  | «You Can't Kill Michael Malloy»                         | 0:26         |
| 8.  | «The Toys Go Winding Down»                              | 4:35         |
| 9.  | «Pudding Time»                                          | 4:09         |
| 10. | «Sathington Willoughby»                                 | 0:24         |
| 11. | «Spegetti Western»                                      | 5:43         |
| 12. | «Harold of the Rocks»                                   | 6:17         |
| 13. | «To Defy»                                               | 0:39         |
| 14. | «Hello Skinny/Constantinople» (в переиздании 2002 года) | 4:49         |

## В записи участвовали
| Primus - Лес Клейпул — бас-гитара, электроконтрабас, контрабас, вокал - Ларри ЛаЛонде — электрогитара, акустическая гитара - Тим «Herb» Александер — ударные Production - Тодд Хут — вторая акустическая гитара на «Toys» - Стивен Маркуссен — ремастеринг - Мэтт Мурман — второй инженер - Primus — продюсер - Рон Риглер — инженер - Мэтт «Exxon» Уинегар — продюсер (кроме песни «Hello Skinny/Constantinople») | Визуальная часть - Пол Хаггард — дизайн обложки, фотограф - Лэнс «Link» Монтойя — скульптура - Snap — аэрография, мультипликация Оркестр Sathington Willoughby - Todd (Тодд Хут) — акустическая гитара - Chunker (Ларри ЛаЛонде) — арчтоп акустическая гитара - Exxon (Мэтт Уинегар) — игрушечное пианино - Herb (Тим Александер) — игрушечный орган - Snap (Лес Клейпул) — банджо, контрабас |